# Iván Cuéllar
Iván Cuéllar, é um futebolista profissional espanhol que atua como goleiro.

## Carreira
Iván Cuéllar começou a carreira no Atlético de Madrid.